# 스카이 스포츠 (대한민국의 텔레비전 채널)
스카이 스포츠(영어: sky Sports)는 대한민국의 방송채널 사용사업자인 더 스카이 K가 운영하는 스포츠 텔레비전 채널이다.
주로 축구 경기를 전담하는 채널이며, KBO 리그는 2015년부터 2017년까지 중계했다.
2025년부터 메이저 리그 사커 중계를 시작하였다.

## 소속 아나운서
- 이광용
- 소준일
- 정찬우
- 배성재
- 이승륜
- 박찬
- 박봉서
- 이대현
- 박종윤
- 한종희

## 소속 해설위원
- KBL : 추일승, 조현일, 최인선, 김남기
- NBA : 조현일, 박세운, 박대현[1]
- GLORY : 임치빈, 이정수[2]
- 육상 : 김경선
- 배드민턴 : 하태권
- 복싱 : 홍수환
- 테니스 : 김성배, 유진선, 임규태
- 축구 : 이상윤, 김재성, 이황재, 현영민

## 참조
1. ↑  SPOTV 해설위원과 동일
2. ↑  KBS N 해설위원과 동일